# Влохи (Опольське воєводство)
Влохи (пол. Włochy, нім. Wallendorf) — село в Польщі, у гміні Домашовиці Намисловського повіту Опольського воєводства.
Населення — 327 осіб (2011).
У 1975-1998 роках село належало до Опольського воєводства.

## Демографія
Демографічна структура станом на 31 березня 2011 року:
|          | Загалом | Допрацездатний вік | Працездатний вік | Постпрацездатний вік |
| -------- | ------- | ------------------ | ---------------- | -------------------- |
| Чоловіки | 160     | 27                 | 110              | 23                   |
| Жінки    | 167     | 33                 | 91               | 43                   |
| Разом    | 327     | 60                 | 201              | 66                   |